# بولي (فلم)
بولي أو بلطجي (بالإنجليزية: Bully) هو فيلم سيرة ذاتية وجريمة ودراما تم إنتاجه في الولايات المتحدة وفرنسا، صدر سنة 2001، من بطولة براد رينفرو، بيجو فيليبس ونيك ستال.

## القصة
مجموعة من المراهقين يقررون قتل صديق لهم بسبب تصرفه معهم بعنف.

## الميزانية والإيرادات
كلّف الفيلم 2.1 مليون دولار أمريكي وحقّق قرابة 1.4 مليون دولار.

## وصلات خارجية
- مقالات تستعمل روابط فنية بلا صلة مع ويكي بيانات

- بولي على IMDb
- بولي على Rotten Tomatos